# 横浜市立中川西中学校
横浜市立中川西中学校（よこはましりつ なかがわにしちゅうがっこう）は、神奈川県横浜市都筑区中川にある公立中学校である。荏田南中学校から分離独立した。

## 概要
中川西中学校は、港北ニュータウン中川地区開発に当たり、当地に開校を求める住民の希望を受け、1990年（平成2年）に開校した。最近は生徒数が減少傾向にある。
2016年（平成28年）に、保護者や地域住民等が学校運営に参画する学校運営協議会を設置し、「コミュニティ・スクール」となった。
2015年（平成27年）4 月に校長として着任した平川理恵は、前任校の横浜市立市ヶ尾中学校で日本初の民間人公立中学校長となった。平川は、学習指導要領と教科書の存在、建学の理念の不在、教師の多忙の三つを、公教育一般における教育の多様性疎外の要因と指摘している。

## 沿革
- 1988年（昭和63 年）11 月 - 開校準備委員会発足[7]
- 1990年（平成2年）4月1日 - 開校
- 1992年（平成4年）2月 - 校歌発表会
- 1992年（平成4年）3月 - 第 11回卒業証書授与式
- 1998年（平成10年）4月 - 個別支援学級開設
- 2016年（平成28年）4月 - 学校運営協議会設置[8]
- 2016年（平成28年）4月 - 特別支援教室設置[9]

## 特別支援教室・いじめ対策
中川西中学校は、2016年（平成28年）4 月に、裏門の出入り口からすぐそばにある旧英語少人数教室を改装した「特別支援教室」を開設した。特別支援教室は、不登校や発達障害の生徒の支援を目的としており、通常の教室への登校が困難な生徒を受け入れている。特別支援教室に教諭を配置する際にも学校全体の定員増は認められず、他の教諭が担当する授業数を増やして担当教諭を捻出した。この取り組みにより、不登校生徒は、2016年3月末の約30名から、2017年1月に7名まで減少した。
いじめ防止基本方針を制定し、生徒がいじめを行わず、これを放置せず、いじめの問題に関する理解を含めることを旨として防止等のための対策を行っている。学校カウンセラーが週に 1 回来校する他、校長室前に「Dear 校長 公聴ポスト」を設置し生徒の声を集めている。

## 行事
- 修学旅行 - 以前は広島・京都であったが近年、奈良・京都に変更された。
- 文化祭(西龍祭)
- 体育祭
- コスモス祭
- みなとみらいホールにおける合唱コンクール（2023年度は神奈川県民ホール）

またこのほかにも、学年別行事として以下のものがある。
- 球技大会
- 百人一首大会

## 主な進学高校
2005年度（平成17年度）の学区撤廃以前は『横浜北部学区』に属していた。進学先公立高等学校としては、旧学区に立地する高校および横浜市営地下鉄ブルーライン沿線の各校が想定される。
《旧横浜北部学区》
- 神奈川県立市ケ尾高等学校
- 神奈川県立荏田高等学校
- 神奈川県立川和高等学校
- 神奈川県立霧が丘高等学校
- 神奈川県立新栄高等学校
- 神奈川県立田奈高等学校
- 神奈川県立白山高等学校
- 神奈川県立元石川高等学校

《横浜市営地下鉄ブルーライン沿線》（旧横浜東部学区まで）
- 神奈川県立岸根高等学校
- 神奈川県立港北高等学校
- 神奈川県立城郷高等学校
- 神奈川県立新羽高等学校
- 神奈川県立横浜翠嵐高等学校

## 著名な卒業生
- 吉田えり - 女子野球選手
- 奈良坂巧 - プロサッカー選手
- 和田まどか - アマチュアボクシング選手